# فرانسیسکو گالدوس
فرانسیسکو گالدوس (اسپانیایی: Francisco Galdós‎؛ زادهٔ ۶ مهٔ ۱۹۴۷) دوچرخه‌سوار اهل اسپانیا است. وی در مسابقات جیرو دیتالیا شرکت کرده است.